# Соборная площадь (Арзамас)
Соборная площадь — главная площадь Арзамаса. Площадь является общественно-культурным центром города, местом проведения всех наиболее значимых торжеств и празднеств. Расположена в юго-западной стороне города.

## Расположение
Соборная площадь располагается в историческом центре Арзамаса. Отсюда берут начало улицы Советская, Кирова, Карла Маркса, Коммунистов, Красной Милиции, Урицкого, Ленина.

## Хронология событий
- 1794 — была построена Церковь Живоносного источника
- 1842 — был построен Воскресенский собор.
- 1927 — в ходе очередного субботника в северной части площади Ленина была расчищена площадка под сквер-сад имени Ленина. Более известен по неофициальному названию, и именно как Ленинский садик.
- 2002 — была построена Церковь Иконы Божией Матери Казанская (крестильная)

## Достопримечательности

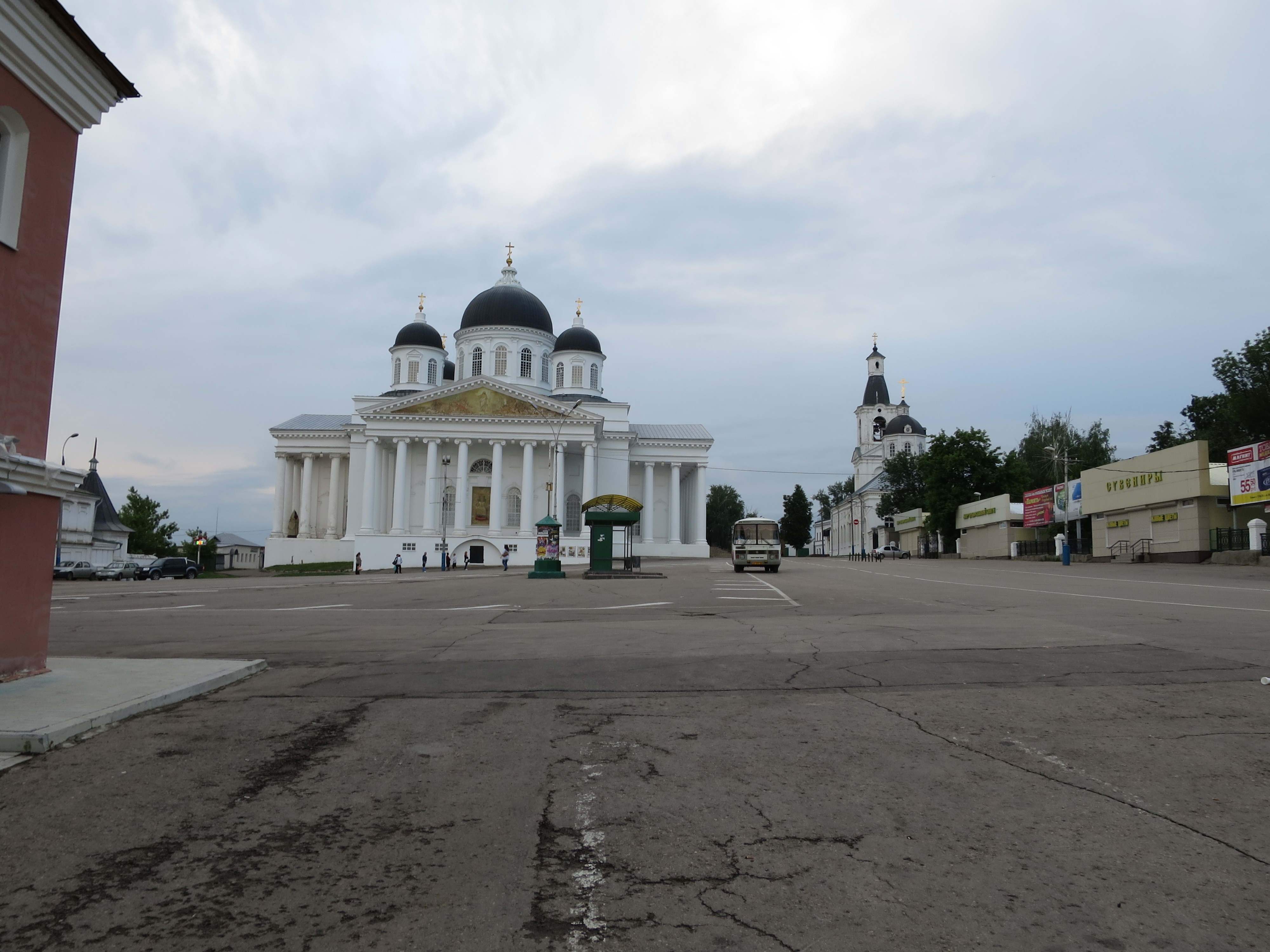
Соборная площадь, вид от Магистрата

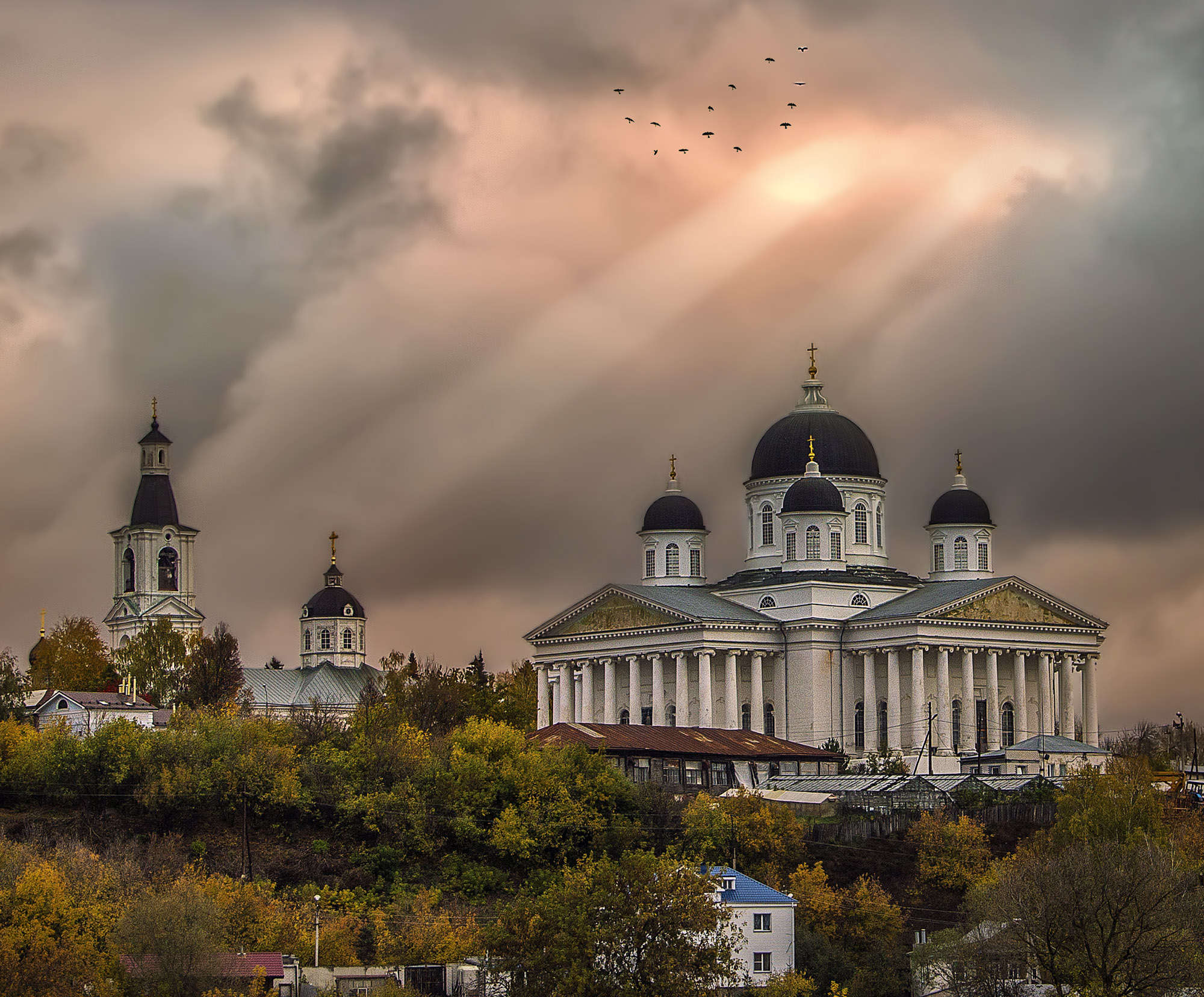
Храмы Соборной площади, вид из Выездного

### Церковь Живоносного источника
Церковь иконы Божьей Матери «Живоносный Источник» построена в 1794 году на месте старого, тоже каменного храма. Это «тёплый» зимний храм. Главный престол освящён в честь иконы «Живоносный Источник», два малых — в честь Архистратига Михаила, и Сергия и Германа Валаамских. Резной иконостас выполнен арзамасскими мастерами Митрящевыми. В храме находится редкий образ — икона «Собор Пресвятой Богородицы».

### Церковь Иконы Казанской Божией матери (крестильная)
Крестильный храм при Воскресенском соборе, построенный в 2002 году. Прямоугольная в плане постройка, завершённая луковичной главкой.

### Арзамасский историко-художественный музей
Крупнейший музей юга Нижегородской области. Основан в 1957 году, как главный музей Арзамасской области. Наиболее значимыми коллекциями являются собрания археологии, живописи и графики.
С 2013 года главный корпус музея находится в бывшем доме титулярного советника, провизора Александра Алексеевича Москвина по адресу Соборная площадь дом 9.

### Другие
- Памятник В. И. Ленину
- Парк имени Ленина
- Магистрат
- Здание Арзамасского городского училища в котором учился выдающийся художник Василий Перов